# Olympische Sommerspiele 1972/Leichtathletik – 100 m Hürden (Frauen)
Der 100-Meter-Hürdenlauf der Frauen bei den Olympischen Spielen 1972 in München wurde am 4., 7. und 8. September 1972 im Münchner Olympiastadion ausgetragen. 25 Athletinnen nahmen daran teil. Der 100-Meter-Hürdenlauf ersetzte den 80-Meter-Hürdenlauf, der von 1932 bis 1968 ausgetragen worden war.
Erste Olympiasiegerin über die neue Distanz wurde die DDR-Hürdensprinterin Annelie Ehrhardt, frühere Annelie Jahns. Sie gewann – nach elektronischer Zeitmessung in Weltrekordzeit von 12,59 s – vor der Rumänin Valeria Bufanu und Karin Balzer aus der DDR.
Für die Bundesrepublik Deutschland – offiziell Deutschland – starteten Margit Bach und Heidi Schüller. Beide schieden im Halbfinale aus.

Neben den Medaillengewinnerinnen startete auch Annerose Krumpholz für die DDR. Auch sie erreichte das Finale und belegte dort Platz sieben.

Die Schweizerin Meta Antenen erreichte das Halbfinale, konnte das Rennen dort jedoch nicht beenden.

Läuferinnen aus Österreich und Liechtenstein nahmen nicht teil.

## Rekorde

### Bestehende Rekorde
| Weltrekord         | 12,5 s                                      | Annelie Ehrhardt ( DDR)                     | Potsdam, DDR (heute Deutschland)            | 15. Juli 1972                               |
| Olympischer Rekord | Wettbewerb erstmals im olympischen Programm | Wettbewerb erstmals im olympischen Programm | Wettbewerb erstmals im olympischen Programm | Wettbewerb erstmals im olympischen Programm |

### Erster olympischer Rekord / Rekordverbesserungen
- Den ersten olympischen Rekord in dieser im olympischen Programm neuen Disziplin stellte die DDR-Läuferin Annelie Ehrhardt im ersten Vorlauf am 4. September mit 12,70 s bei Windstille auf.
- Mit ihren 12,59 s verbesserte Ehrhardt im Finale am 8. September diesen Olympiarekord bei einem Gegenwind von 0,6 m/s. Die getrennte Zählung von Leistungen, die auf der alleinigen Grundlage einer elektronischen Zeitmessung zustande kamen, begann damals erst und es gab ein gewisses Durcheinander bzgl. der Frage nach der Einordnung einer Leistung als Weltrekord. Offiziell lag dieser Weltrekord bei 12,5 s, denn bei Rekorden wurde offiziell noch auf Zehntelsekunden gerundet und handgestoppte Zeiten wurden damals noch als rekordfähig zugelassen. Allerdings wurde Ehrhardts hier erzielte Leistung in den Listen ab 1977,[1] die nur noch rein elektronisch gemessene Zeiten zuließ, als Weltrekord geführt, der bis 1978 Bestand hatte. Vorher lief sie am 22. Juli 1973 in Dresden noch handgestoppte 12,3 s.[1]

## Durchführung des Wettbewerbs
Die Athletinnen traten am 4. September zu vier Vorläufen an. Die jeweils vier Laufbesten – hellblau unterlegt – erreichten das Halbfinale am 7. September. Daraus qualifizierten sich die jeweils vier Laufbesten – wiederum hellblau unterlegt – für das Finale, das am 8. September stattfand.

## Zeitplan
4. September, 10:00 Uhr: Vorläufe

7. September, 16;15 Uhr: Halbfinale

8. September, 16;00 Uhr: Finale

## Vorrunde
Datum: 4. September 1972, ab 10:00 Uhr

### Vorlauf 1
Wind: ±0,0 m/s
| Platz | Name               | Nation         | Zeit    | Anmerkung |
| ----- | ------------------ | -------------- | ------- | --------- |
| 1     | Annelie Ehrhardt   | DDR            | 12,70 s | erster OR |
| 2     | Pam Ryan           | Australien     | 12,93 s |           |
| 3     | Teresa Nowak       | Polen          | 13,16 s |           |
| 4     | Esther Shachamorov | Israel         | 13,17 s |           |
| 5     | Judy Vernon        | Großbritannien | 13,37 s |           |
| 6     | Lucila Salao       | Philippinen    | 15,15 s |           |
| DNS   | Edith Noeding      | Peru           |         |           |

### Vorlauf 2
Wind: −0,6 m/s
| Platz | Name               | Nation         | Zeit    |
| ----- | ------------------ | -------------- | ------- |
| 1     | Valeria Bufanu     | Rumänien       | 12,94 s |
| 2     | Danuta Straszyńska | Polen          | 13,03 s |
| 3     | Margit Bach        | BR Deutschland | 13,46 s |
| 4     | Lacey O’Neal       | USA            | 13,78 s |
| 5     | Brenda Matthews    | Neuseeland     | 13,81 s |
| 6     | Penny Gillies      | Australien     | 13,82 s |

### Vorlauf 3
Wind: ±0,0 m/s
| Platz | Name               | Nation         | Zeit    |
| ----- | ------------------ | -------------- | ------- |
| 1     | Grażyna Rabsztyn   | Polen          | 13,29 s |
| 2     | Annerose Krumpholz | DDR            | 13,31 s |
| 2     | Mamie Rallins      | USA            | 13,51 s |
| 4     | Meta Antenen       | Schweiz        | 13,61 s |
| 5     | Maureen Caird      | Australien     | 13,63 s |
| 6     | Margaret Murphy    | Irland         | 15,89 s |
| DNS   | Mary Peters        | Großbritannien |         |

### Vorlauf 4
Wind: +0,2 m/s
| Platz | Name             | Nation         | Zeit    |
| ----- | ---------------- | -------------- | ------- |
| 1     | Karin Balzer     | DDR            | 13,10 s |
| 2     | Patty Johnson    | USA            | 13,28 s |
| 3     | Jacqueline André | Frankreich     | 13,33 s |
| 4     | Heidi Schüller   | BR Deutschland | 13,50 s |
| 5     | Ann Wilson       | Großbritannien | 13,53 s |
| 6     | Gunhild Olsson   | Schweden       | 14,37 s |
| 7     | Emilia Edet      | Nigeria        | 14,67 s |

## Halbfinale
Datum: 7. September 1972, ab 16.15 Uhr

### Lauf 1
Wind: ±0,0 m/s
| Platz | Name           | Nation         | Zeit    |
| ----- | -------------- | -------------- | ------- |
| 1     | Valeria Bufanu | Rumänien       | 12,84 s |
| 2     | Pam Ryan       | Australien     | 12,95 s |
| 3     | Karin Balzer   | DDR            | 12,97 s |
| 4     | Teresa Nowak   | Polen          | 13,10 s |
| 5     | Patty Johnson  | USA            | 13,26 s |
| 6     | Margit Bach    | BR Deutschland | 13,31 s |
| 7     | Mamie Rallins  | USA            | 13,76 s |
| DNF   | Meta Antenen   | Schweiz        |         |

### Lauf 2

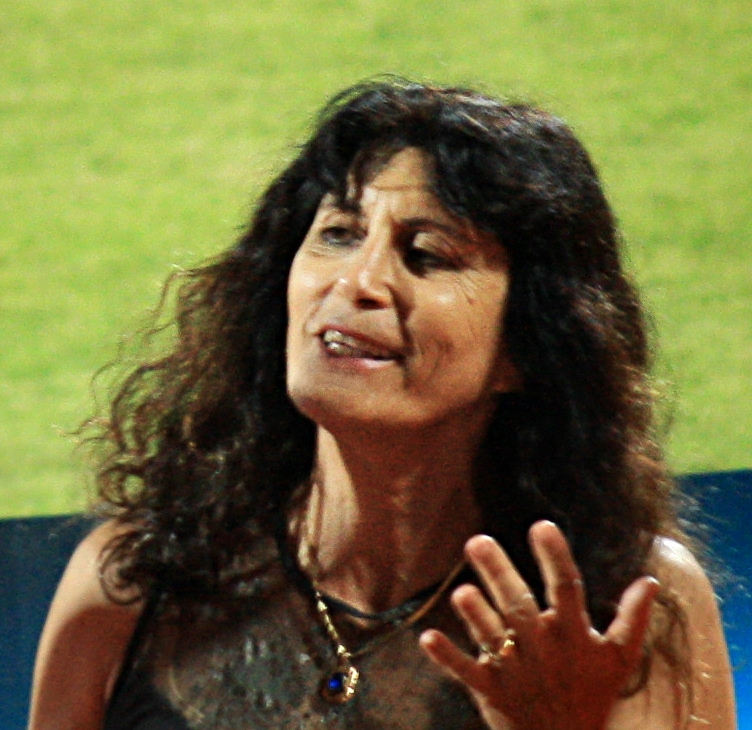
Esther Shachamorov, spätere Esther Roth-Shachamorov trat wegen des Terrorattentats nicht zu ihrem Halbfinalrennen an

Wind: +0,5 m/s
Die für das Halbfinale qualifizierte Israelin Esther Shachamorov trat auf Grund des Terrorattentats vom 5. September, bei dem elf ihrer Mannschaftskameraden, unter ihnen ihr Trainer Amitzur Schapira, ermordet wurden, nicht an.
| Platz | Name               | Nation         | Zeit    |
| ----- | ------------------ | -------------- | ------- |
| 1     | Annelie Ehrhardt   | DDR            | 12,73 s |
| 2     | Danuta Straszyńska | Polen          | 12,91 s |
| 3     | Annerose Krumpholz | DDR            | 13,24 s |
| 4     | Grażyna Rabsztyn   | Polen          | 13,24 s |
| 5     | Jacqueline André   | Frankreich     | 13,30 s |
| 6     | Heidi Schüller     | BR Deutschland | 13,33 s |
| 7     | Lacey O’Neal       | USA            | 13,89 s |
| DNS   | Esther Shachamorov | Israel         |         |

## Finale
Datum: 8. September 1972, 16:00 Uhr
Wind: −0,6 m/s
| Platz | Name               | Nation     | Zeit    | Anmerkung |
| ----- | ------------------ | ---------- | ------- | --------- |
| 1     | Annelie Ehrhardt   | DDR        | 12,59 s | WRel / OR |
| 2     | Valeria Bufanu     | Rumänien   | 12,84 s |           |
| 3     | Karin Balzer       | DDR        | 12,90 s |           |
| 4     | Pam Ryan           | Australien | 12,98 s |           |
| 5     | Teresa Nowak       | Polen      | 13,17 s |           |
| 6     | Danuta Straszyńska | Polen      | 13,18 s |           |
| 7     | Annerose Krumpholz | DDR        | 13,27 s |           |
| 8     | Grażyna Rabsztyn   | Polen      | 13,44 s |           |

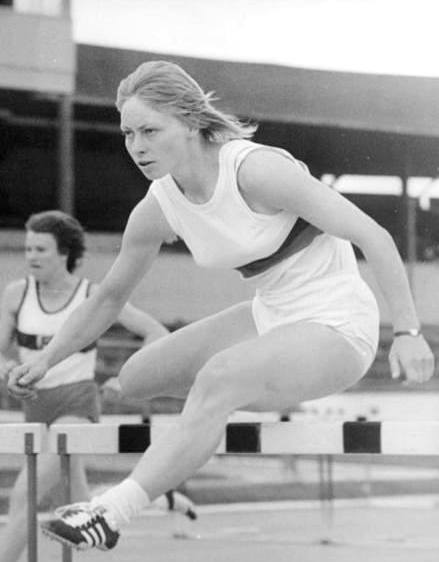
Olympiasiegerin Annelie Ehrhardt, frühere Annelie Jahns

Klar favorisiert war die DDR-Läuferin Annelie Ehrhardt, die ihre nationalen Duelle mit der Olympiasiegerin über 80 Meter Hürden, Karin Balzer, im Olympiajahr immer für sich entscheiden konnte und mit 12,5 s Weltmaßstäbe auf dieser neuen Strecke gesetzt hatte. Für die weiteren Medaillen gab es zahlreiche Anwärterinnen. Dazu gehörten Karin Balzer, Europameisterin 1971, und die Australierin Pam Ryan – diese beiden Läuferinnen erreichten zum dritten Mal in Folge ein olympisches Finale. Maureen Caird, Gewinnerin über 80 Meter Hürden 1968, scheiterte bereits im Vorlauf. Die Taiwanerin Chi Cheng trat verletzungsbedingt in München nicht an.
Ehrhardt beherrschte das Finalrennen von Beginn an, wie sie wollte. Mit zweieinhalb Metern Vorsprung auf die Rumänin Valeria Bufanu wurde Annelie Ehrhardt, geboren als Annelie Jahns, ungefährdete Olympiasiegerin. Die Bronzemedaille gewann Karin Balzer, die nach diesem Erfolg ihre Karriere beendete, Pam Ryan wurde Vierte.

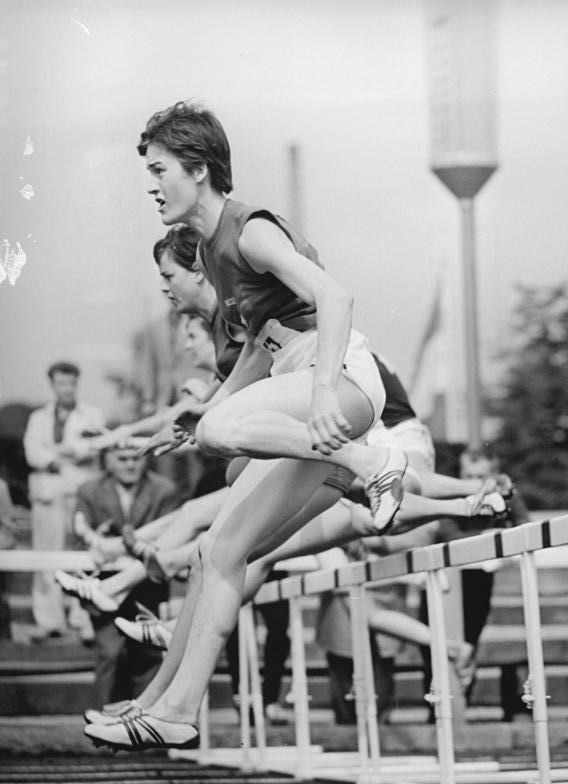
Karin Balzer gewann nach ihrem Olympiasieg 1964 über 80 Meter Hürden noch einmal eine Bronzemedaille auf der neuen Strecke
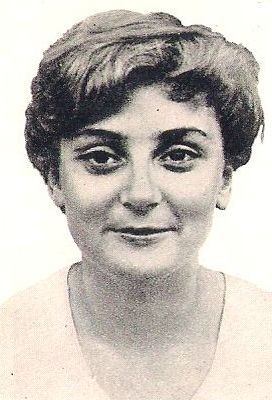
Danuta Straszyńska belegte Rang sechs
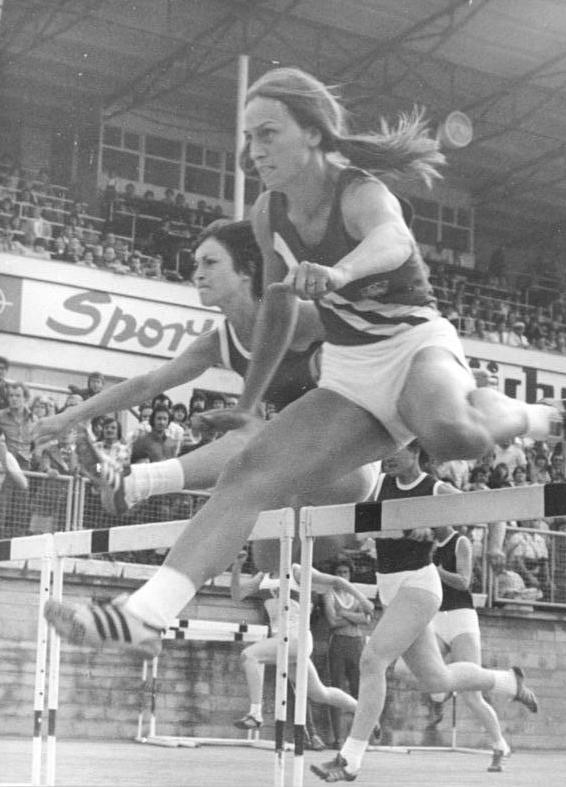
Annerose Krumpholz, spätere Annerose König (vorne im Bild), erreichte Platz sieben
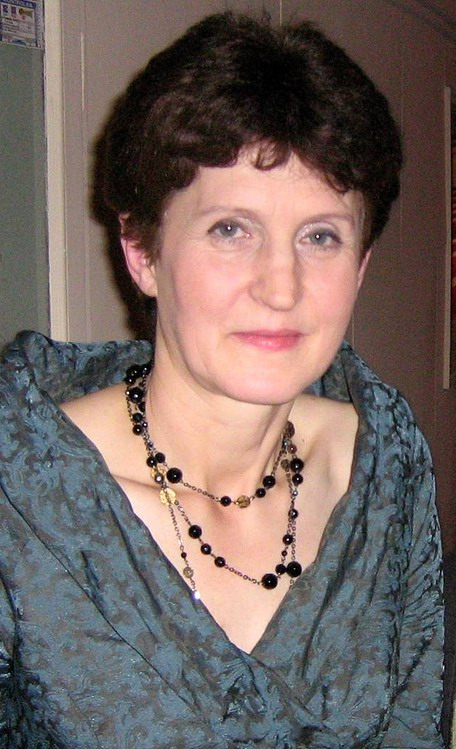
Grażyna Rabsztyn (Foto: 2007) kam in diesem Finale auf den achten Platz

## Video
- Annelie Ehrhardt GDR 12.59 100m hurdles World Record Munich 1972, youtube.com, abgerufen am 4. Oktober 2021